# 陳義生
陳義生，字用质，福建福州永泰县人，明朝政治人物。
建文二年（1400年）登庚辰科進士，授刑科给事中。